# Neuciano de Jesus Gusmão
Neuciano de Jesus Gusmao – noto come Cicinho – (Belém, 26 dicembre 1988) è un calciatore brasiliano naturalizzato bulgaro, difensore del Guarani.

## Carriera

### Club

#### Remo
Incomincia la sua carriera nel settore giovanile del Remo, dove rimarrà per diversi anni.

#### Juventude
Nel gennaio del 2010 viene acquistato dal Juventude club, che allora militava nel Campeonato Brasileiro Série B dove però non verrà utilizzato spesso, a fine stagione infatti totalizzerà 4 presenze.

#### Ponte Preta
Nella stagione 2012-2013 viene acquistato dal Ponte Preta, club del Campeonato Brasileiro Série A, dove riuscirà a dimostrare le sue qualità; infatti totalizzerà 37 presenze e metterà a segno 5 goal. A fine stagione il Ponte Preta riuscì a concludere la stagione al 14º posto e sicuramente fu merito anche delle ottime prestazioni di Cicinho.

#### Santos
Dopo l'ottima stagione al Ponte Preta, viene acquistato dal Santos, uno dei club più prestigiosi del Brasile. Con il Santos nella prima stagione totalizzerà 33 presenze e metterà a segno anche 5 goal. Viene riconfermato anche l'anno dopo viste le ottime prestazioni, il secondo anno totalizzerà 34 presenze e metterà a segno 2 goal e fornirà anche diversi assist. Con il Santos, Cicinho riuscirà anche a vincere il suo primo titolo, ovvero vincerà il Campionato Paulista.

#### Ludogorets
Il 1º luglio 2015 passa al Ludogorec, club bulgaro. Farà il suo esordio con la nuova maglia il 26 luglio 2015 contro il Cherno More Varna, partita che il Ludogorets vincerà 2-3. Con il Ludogorec giocherà anche le sue prime partite nelle coppe europee, infatti il 14 luglio 2015 esordisce in UEFA Champions League. A fine stagione vincerà il suo primo campionato di Bulgaria. Gioca tuttora nel Ludogorec dove negli ultimi anni ha vinto diversi titoli, ovvero altri tre campionati di Bulgaria e una Supercoppa di Bulgaria.

### Nazionale
Il 6 settembre 2020 fa il suo debutto con la nazionale bulgara nella sconfitta per 1-0 contro il Galles in Nations League.

## Statistiche

### Cronologia presenze e reti in nazionale
| Cronologia completa delle presenze e delle reti in nazionale ― Bulgaria | Cronologia completa delle presenze e delle reti in nazionale ― Bulgaria | Cronologia completa delle presenze e delle reti in nazionale ― Bulgaria | Cronologia completa delle presenze e delle reti in nazionale ― Bulgaria | Cronologia completa delle presenze e delle reti in nazionale ― Bulgaria | Cronologia completa delle presenze e delle reti in nazionale ― Bulgaria | Cronologia completa delle presenze e delle reti in nazionale ― Bulgaria | Cronologia completa delle presenze e delle reti in nazionale ― Bulgaria |
| Data                                                                    | Città                                                                   | In casa                                                                 | Risultato                                                               | Ospiti                                                                  | Competizione                                                            | Reti                                                                    | Note                                                                    |
| ----------------------------------------------------------------------- | ----------------------------------------------------------------------- | ----------------------------------------------------------------------- | ----------------------------------------------------------------------- | ----------------------------------------------------------------------- | ----------------------------------------------------------------------- | ----------------------------------------------------------------------- | ----------------------------------------------------------------------- |
| 6-9-2020                                                                | Cardiff                                                                 | Galles                                                                  | 1 – 0                                                                   | Bulgaria                                                                | UEFA Nations League 2020-2021 - 1º turno                                | -                                                                       |                                                                         |
| 8-10-2020                                                               | Sofia                                                                   | Bulgaria                                                                | 1 – 3                                                                   | Ungheria                                                                | Qual. Euro 2020                                                         | -                                                                       |                                                                         |
| 14-10-2020                                                              | Sofia                                                                   | Bulgaria                                                                | 0 – 1                                                                   | Galles                                                                  | UEFA Nations League 2020-2021 - 1º turno                                | -                                                                       | 50’                                                                     |
| 11-11-2020                                                              | Sofia                                                                   | Bulgaria                                                                | 3 – 0                                                                   | Gibilterra                                                              | Amichevole                                                              | -                                                                       | 65’                                                                     |
| 18-11-2020                                                              | Dublino                                                                 | Irlanda                                                                 | 0 – 0                                                                   | Bulgaria                                                                | UEFA Nations League 2020-2021 - 1º turno                                | -                                                                       | 29’ 60’                                                                 |
| 25-3-2021                                                               | Sofia                                                                   | Bulgaria                                                                | 1 – 3                                                                   | Svizzera                                                                | Qual. Mondiali 2022                                                     | -                                                                       | 69’ 72’                                                                 |
| 28-3-2021                                                               | Sofia                                                                   | Bulgaria                                                                | 0 – 2                                                                   | Italia                                                                  | Qual. Mondiali 2022                                                     | -                                                                       | 45’                                                                     |
| Totale                                                                  |                                                                         | Presenze                                                                | 7                                                                       |                                                                         | Reti                                                                    | 0                                                                       |                                                                         |

## Palmarès

### Club

#### Competizioni statali
- Campionato paulista: 1

Santos: 2015

#### Competizioni nazionali
- Campionato bulgaro: 7

Ludogorec: 2015-2016, 2016-2017, 2017-2018, 2018-2019, 2019-2020, 2020-2021, 2021-2022
- Supercoppa di Bulgaria: 4

Ludogorec: 2018, 2019, 2021, 2022
- Coppa di Bulgaria: 1

Ludogorec: 2022-2023